# Загробський Іван Петрович
Іван Петрович Загробський (Загребський) (нар. 1907, місто Вітебськ, тепер Республіка Білорусь — ?) — український радянський діяч, голова виконавчого комітету Кам'янсько-Дніпровської районної ради депутатів трудящих Запорізької області. Депутат Верховної Ради УРСР 2-го скликання.

## Біографія
Член ВКП(б) з 1931 року.
На 1939—1941 роки — 1-й секретар Кам'янсько-Дніпровського районного комітету КП(б)У Запорізької області.
З червня 1942 року — в Червоній армії, учасник німецько-радянської війни. У 1942—1943 роках брав участь у боях на Північному Кавказі, Дону та Кубані у складі 4-го кавалерійського Кубанського козацького корпусу, був важко поранений. З серпня 1943 року служив заступником із політичної частини начальника залізничних ремонтно-відновлюваних майстерень гвардійських мінометних частин 2-го Українського фронту.
На 1947 рік — голова виконавчого комітету Кам'янсько-Дніпровської районної ради депутатів трудящих Запорізької області.
Потім — на пенсії.

## Звання
- гвардії капітан (1942)
- гвардії майор

## Нагороди
- два ордени Вітчизняної війни 2-го ст. (21.09.1944, 6.04.1985)
- два ордени Червоної Зірки (8.10.1944, 19.10.1944)
- медалі